# Mörkbrunt fältfly
Mörkbrunt fältfly (Tholera cespitis) är en fjärilsart som beskrevs av Ignaz Schiffermüller 1776. Mörkbrunt fältfly ingår i släktet Tholera och familjen nattflyn. Arten är reproducerande i Sverige. Inga underarter finns listade i Catalogue of Life.

## Bildgalleri

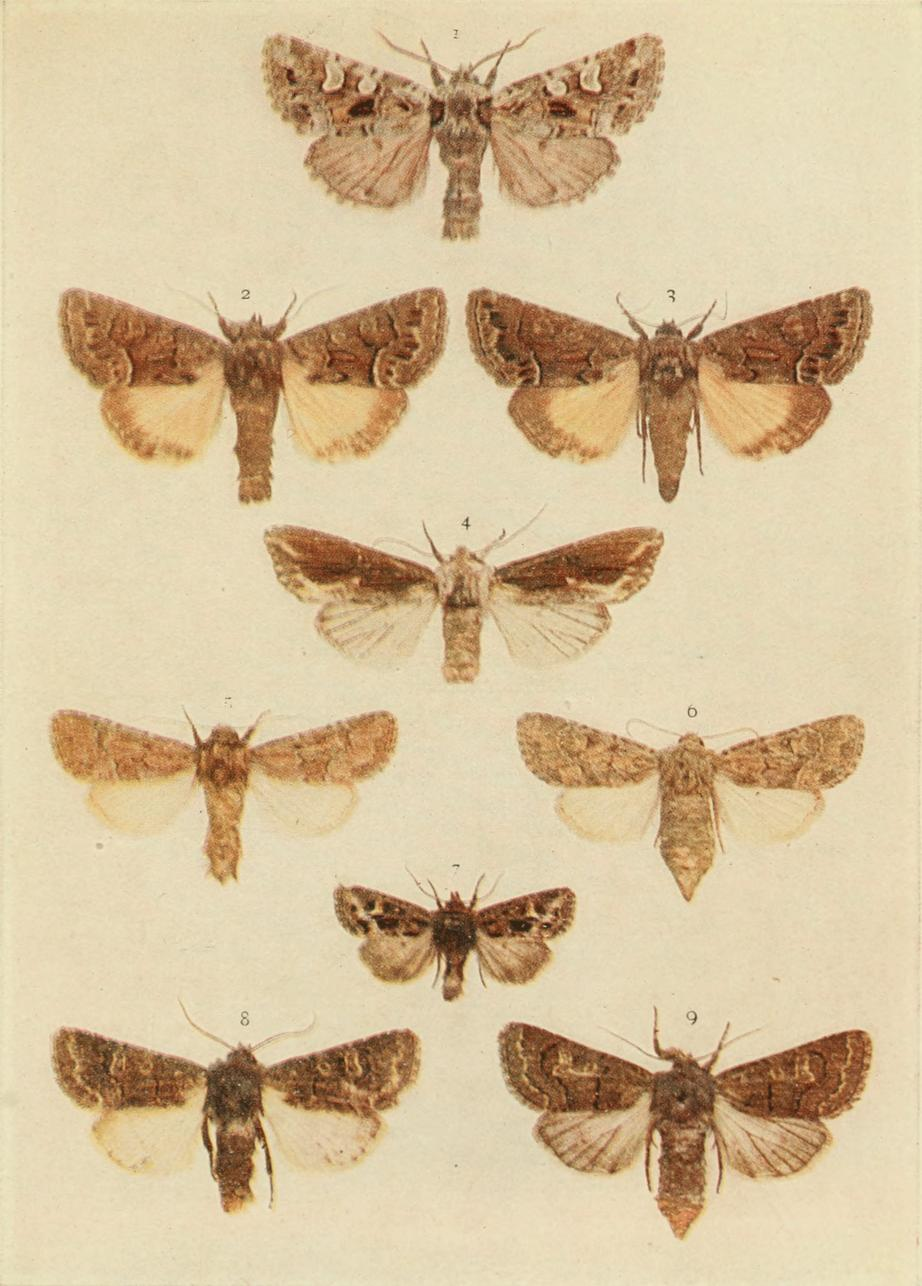